# 欧塞比·桂尔

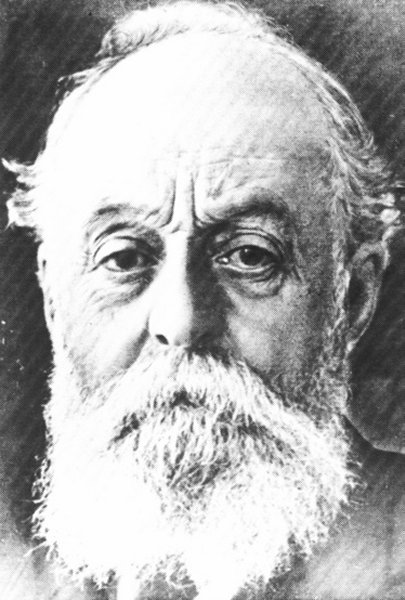
欧塞比·桂尔-巴西加卢皮，1915年的画像

欧塞比·桂尔-巴西加卢皮（發音：[əwˈzɛβi ˈɣweʎ]；1846年12月15日—1918年7月8日）是位西班牙实业家，生于巴塞罗那。他受到了经济、法律、科学和人文方面的扎实教育，是一名果敢的企业家和经济保护主义的领袖和理论家，忠实于保守加泰罗尼亚主义的理想。他于1871年和科米利亚斯侯爵一世之女伊莎贝尔·洛佩斯·布茹成婚并育有十名子女。他积极地参与了加泰罗尼亚政治；曾当选巴塞罗那市议员和巴塞罗那省议员。欧塞比·桂尔是加泰罗尼亚文学艺术的支持者，其支持尤其体现在安东尼·高迪这个人物身上。两人之间的友谊和合作成果丰硕，诞生出了世界最著名作品中的几件。